# Слатка наранџа
Слатка наранџа (лат. Citrus × sinensis) биљна је врста из породице Rutaceae. Потиче из југоисточне Азије, а има је и у Средоземљу, Јужној Африци и Калифорнији.